# مارک کوکوریا
مارک کوکوریا ساستا (اسپانیایی: Marc Cucurella‎؛ زادهٔ ۲۲ ژوئیهٔ ۱۹۹۸) بازیکن فوتبال اهل اسپانیا است که در پست مدافع چپ برای باشگاه فوتبال چلسی در لیگ برتر فوتبال انگلستان بازی می‌کند.

## عملکرد باشگاهی

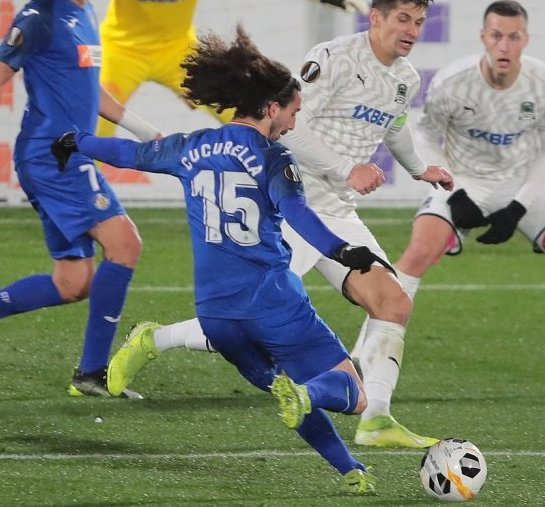
نگاره ای از توپ زنی کوکورلا برای ختافه

کوکوریا متولد آللا، بارسلونا، کاتالونیا است. وی قبل از حضور در تیم‌های جوانان اسپانیول در سال ۲۰۰۶، در فوتسال در تیم آللا شروع به بازی کرد؛ در سال ۲۰۱۲، او به بارسلونا منتقل شد. در ۲۶ نوامبر ۲۰۱۶، در حالی که هنوز جوان بود، با شروع کار مسیریابی ۴–۰ در سگوندا دیویژن برابر هاسپیتالت، اولین حضور خود را با تیم رزرو انجام داد.
کوکوریا با ۱۷ بازی برای این تیم همکاری کرد و به سگوندا دیویژن در بازی‌های پلی آف راه یافت. در ۷ ژوئیه ۲۰۱۷، او قرارداد خود را تا سال ۲۰۲۱ تمدید کرد که بند ۱۲ میلیون یورویی در آن قرار داشت. او اولین بازی حرفه ای خود را در تاریخ ۱ سپتامبر در یک تساوی ۲–۲ مقابل گرانادا انجام داد.
کوکوریا اولین بازی تیم اول خود را در تاریخ ۲۴ اکتبر ۲۰۱۷ انجام داد و به عنوان جایگزین دیر هنگام لوکاس دینیه در پیروزی ۳–۰ کوپا دل ری در برابر رئال مورسیا قرار گرفت. او در ۱۷ مارس نخستین گل بزرگسالان خود را به ثمر رساند که این گل را تنها در یک شکست خانگی برابر لورکا به ثمر رساند.
در ۳۱ اوت ۲۰۱۸، کوکوریا به مدت یک سال با بند خرید ۲ میلیون یورو به ایبار در لالیگا قرض داده شد. در پایان قرارداد خود، ایبار بند کوکوریا را فعال کرد و او را به عنوان بازیکن ثابت برای این تیم تبدیل کرد. همراه با نقل و انتقالات، بارسلونا گزینه بازخرید ۴ میلیون یورویی او را فعال کرد.
در تاریخ ۱۶ ژوئیه ۲۰۱۹، پس از گذشت ۱۶ روز از بازی‌های ایبار، بارسلونا بند بازخرید کوکوریا ۴ میلیون یورویی را در پی داشت که تنها برای قرض دادن وی به ختافه دو روز بعد برای فصل ورودی بود. در ۳ مارس ۲۰۲۰، ختافه گزینه خود را برای خرید ۶ میلیون یورو فعال کرد و دیگر او را به بارسلونا پس نداد.

## افتخارات

### باشگاهی

#### بارسلونا
- کوپا دل ری:۱۸–۲۰۱۷

چلسی
- لیگ کنفرانس اروپا: ۲۵–۲۰۲۴[۱]
- جام جهانی باشگاه‌ها: ۲۰۲۵[۲]

### ملی

#### تیم ملی اسپانیا
- جام ملت‌های اروپا: ۲۰۲۴[۳]